# La Charmée
La Charmée este o comună în departamentul Saône-et-Loire, Franța. În 2009 avea o populație de 686 de locuitori.

## Evoluția populației
| An        | 1975 | 1982 | 1990 | 1999 | 2006 | 2009 |
| --------- | ---- | ---- | ---- | ---- | ---- | ---- |
| Populație | 324  | 529  | 604  | 570  | 658  | 686  |